# Kamen Rider Reiwa The First Generation
Kamen Rider Reiwa: The First Generation (仮面ライダー 令和 ザ・ファースト・ジェネレーション Kamen Raidā Reiwa Za Fāsuto Jenerēshon) là bộ phim crossover giữa Kamen Rider Zero-One và Kamen Rider Zi-O. Là bộ phim thư tư trong chuỗi phim Generations. Ra rạp ngày 21/12/2019

## Nội dung
Sau khi tỉnh dậy từ một giấc mơ về sự cố Daybreak, nhận ra rằng mình đã đến muộn, Hiden Aruto vội vã đến Hiden Intelligence và bị sốc khi phát hiện ra rằng Humagears tên Will, người đã tấn công anh với cái tên Another Zero-One là chủ tịch mới của Hiden Intelligence. Cùng lúc đó, tại trường trung học Hikarigamori Tsukuyomi, Sougo Tokiwa và Geiz Myokoin khi đến lớp học, họ phát hiện ra rằng tất cả giảng viên và sinh viên đều là Humagears và chúng đang tự dạy mình về cuộc cách mạng chống lại loài người. Sau khi Humagears phát hiện họ là con người, chúng di chuyển đến và tấn công, nhưng Woz đến và giải cứu kịp thời sau đó khôi phục lại ký ức của họ.
Sau khi chiến đấu với Another Zero One thất bại tại tòa nhà Hiden Aruto được Isamu Fuwa và Yua Yaiba giải cứu rồi đưa đến căn cứ kháng chiến của con người. Gặp lại Izu , cô đã giải thích rằng có sự xáo trộn trong lịch sử, một trung đội Humagears do Will, Horobi và Jin chỉ huy bắt đầu đột kích vào căn cứ kháng chiến. Vì muốn giúp chiến đấu, Hiden Soreo đã đưa cho Aruto một Forceriser, cho phép anh biến thành Kamen Rider Zero zero-One. Giữa lúc quân kháng chiến thất bại, nhóm của Sougo Tokiwa đã đến nơi và thành công trong việc đánh đuổi lực lượng Humagear. Khi biết rằng nguyên nhân của điều này là do Finis, Aruto và Sougo Tokiwa đã du hành trở lại năm 2007 để chứng kiến những sự kiện ngay trước khi Daybreak xảy ra. Họ không chỉ chạm trán với kế hoạch của Finis mà Aruto còn phát hiện ra sự tham gia của chính người cha Humagear - Hiden Soreo trong việc tạo ra Zero-One Driver và còn là Kamen Rider Ichi-Gata. Với sự cân bằng giữa quá khứ và hiện tại, Kamen Rider Zero-One phải chiến đấu để bảo vệ di sản của Hiden Intelligence và trở thành người khởi đầu cho một thế hệ mới.

## Diễn viên
Zero-One
- Aruto Hiden (飛電 或人 Hiden Aruto?): Fumiya Takahashi (高橋 文哉 Takahashi Fumiya?)
- Isamu Fuwa (不破 諫 Fuwa Isamu?): Ryutaro Okada (岡田 龍太郎 Okada Ryūtarō?)
- Izu (イズ?): Noa Tsurushima (鶴嶋 乃愛 Tsurushima Noa?)
- Yua Yaiba (刃 唯阿 Yaiba Yua?): Hiroe Igeta (井桁 弘恵 Igeta Hiroe?)
- Jin (迅?): Daisuke Nakagawa (中川 大輔 Nakagawa Daisuke?)
- Horobi (滅?): Syuya Sunagawa (砂川 脩弥 Sunagawa Shūya?)
- Shesta (シェスタ Shesuta?): Asumi Narita (成田 愛純 Narita Asumi?)
- Sanzō Yamashita (山下 三造 Yamashita Sanzō?): Arata Saeki (佐伯 新 Saeki Arata?)
- Mamoru (マモル?): Goro Yoshida (吉田 悟郎 Yoshida Gorō?)
- Okureru (オクレル?): Shogo Teramoto (寺本 翔悟 Teramoto Shōgo?)
- Young Aruto: Haruto Nakano (中野 遥斗 Nakano Haruto?)
- Soreo Hiden (飛電 其雄 Hiden Soreo?): Koji Yamamoto (山本 耕史 Yamamoto Kōji?)
- Jun Fukuzoe (福添 准 Fukuzoe Jun?): Kazuya Kojima (児嶋 一哉 Kojima Kazuya?)
- Korenosuke Hiden (飛電 是之助 Hiden Korenosuke?): Tokuma Nishioka (西岡 德馬 Nishioka Tokuma?)

Zi-O
- Sougo Tokiwa (常磐 ソウゴ Tokiwa Sōgo?): So Okuno (奥野 壮 Okuno Sō?)
- Geiz Myokoin (明光院 ゲイツ Myōkōin Geitsu?): Gaku Oshida (押田 岳 Oshida Gaku?)
- Tsukuyomi (ツクヨミ?): Shieri Ohata (大幡 しえり Ōhata Shieri?)
- Woz (ウォズ Wozu?): Keisuke Watanabe (渡邊 圭祐 Watanabe Keisuke?)

Reiwa The First Generation
- Will (ウィル Wiru?): Sōkō Wada (和田 聰宏 Wada Sōkō?)[7]
- Finis (フィーニス Fīnisu?): Rina Ikoma (生駒 里奈 Ikoma Rina?)[7]
- Teacher HumaGear: Shin Nagahama (長濱 慎 Nagahama Shin?)
- Student HumaGear: Terumi Hiraiwa (平岩 輝海 Hiraiwa Terumi?)
- Nurse HumaGear: Yuka Yoshimura (吉村 優花 Yoshimura Yuka?)
- Resistance members: Ryuji Kasahara (笠原 竜司 Kasahara Ryūji?), Hayato Takenaka (竹中 隼人 Takenaka Hayato?), Yuki Shiomi (潮見 勇輝 Shiomi Yūki?), Tom Constantine (トム・コンスタンタイン Tomu Konsutantain?), Gaimon (ガイモン?), Yurika Hashimoto (橋本 ゆりか Hashimoto Yurika?), Fumina Suzuki (鈴木 ふみ奈 Suzuki Fumina?), Yusuke Sano (佐野 祐介 Sano Yūsuke?), Takayuki Satō (佐藤 隆幸 Satō Takayuki?), Ryō Terasawa (寺沢 了 Terasawa Ryō?)
- Civilians: Happy Endo (ハッピー遠藤 Happī Endō?), Kenji Hada (羽田 謙治 Hada Kenji?), Koichi Wakui (和久井 幸一 Wakui Kōichi?), Zenta Umegaki (梅垣 然太 Umegaki Zenta?), Yūji Takahata (高畑 祐史 Takahata Yūji?), Yuzu Ōhira (大平 ゆず Ōhira Yuzu?), Yoshiyuki Yamada (山田 良行 Yamada Yoshiyuki?), Tomoko Kitano (北野 知子 Kitano Tomoko?), Akira Shinomiya (篠宮 暁 Shinomiya Akira?)
- Kamen Rider Thouser (仮面ライダーサウザー Kamen Raidā Sauzā?): Nachi Sakuragi (桜木 那智 Sakuragi Nachi?)
- Another 1 (アナザー1号 Anazā Ichigō?): Kōji Ishii (石井 康嗣 Ishii Kōji?)

## Âm nhạc
- "Another Daybreak"[8]
  - Lyrics: Takanori Nishikawa+Yuyoyuppe
  - Composition: J
  - Arrangement: J×Takanori Nishikawa and DJ'Tekina//Something
  - Artist: J×Takanori Nishikawa